# École militaire d'équitation
L'École militaire d'équitation (EME), anciennement Centre sportif d'équitation militaire (CSEM), est située à Fontainebleau (Seine-et-Marne) au sein du quartier du Carrousel. Elle forme et entraine les militaires ainsi que les chevaux de l'armée française aux sports équestres dans le but de participer à des compétitions nationales et internationales.

## Histoire

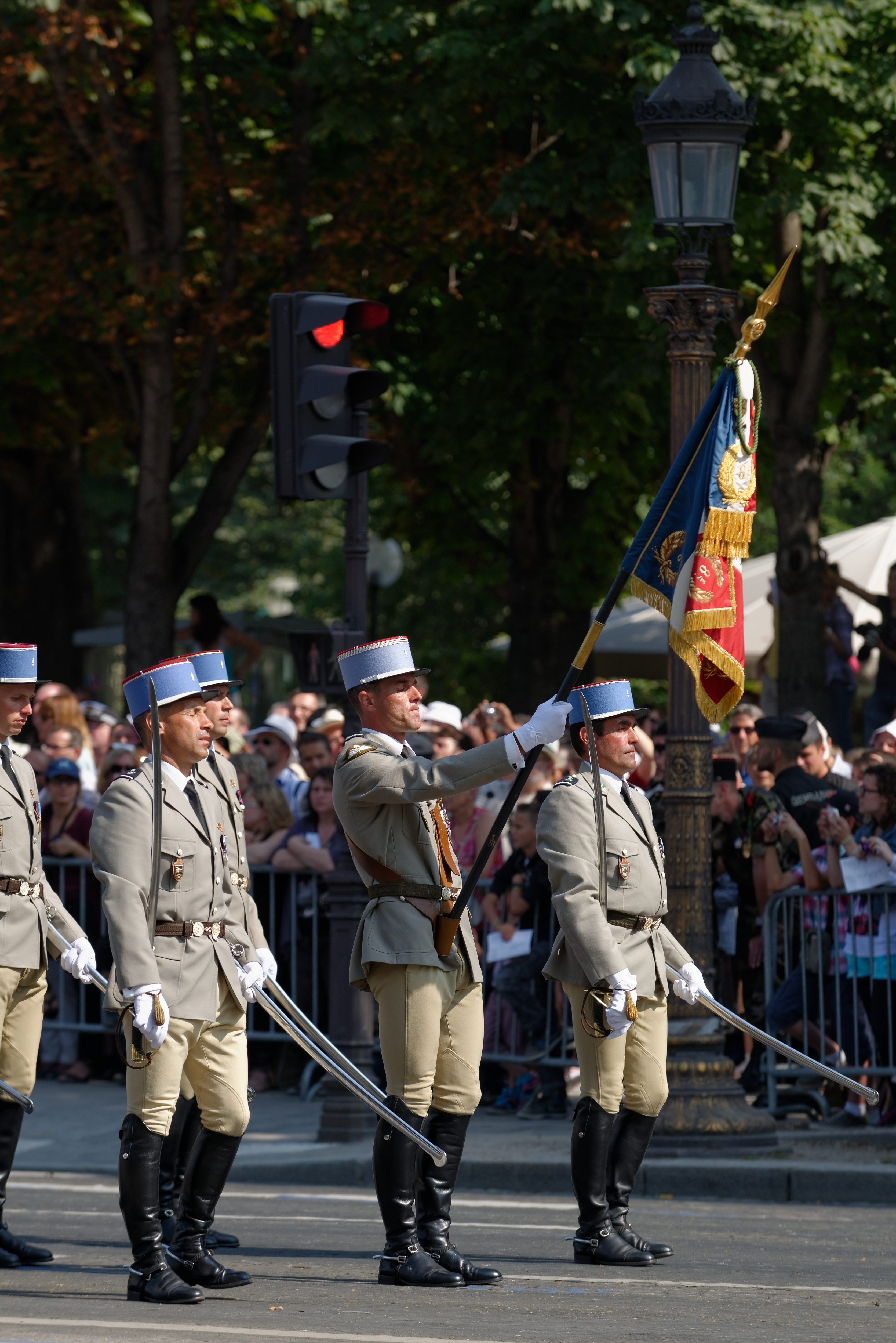
Garde au drapeau du Centre sportif d'équitation militaire, portant l'étendard du 8e régiment de dragons au défilé du 14 juillet 2013

Depuis 1977 l'EME assure la garde de l'étendard du 8e régiment de dragons.

## Équipement
- écuries
- 3 manèges
- 3 carrières
- 1 rond d'avrincourt
- 1 infirmerie avec salle d'opération
- 1 maréchalerie
- 1 hippodrome
- plusieurs parcours de CCE